# Skydning under sommer-OL 2016 - Dobbelt trap (herrer)
Mændenes dobbelt trap arrangement ved OL 2016 fandt sted den 10. august 2016 på National Shooting Center i Rio de Janeiro.

## Kvalifikationsrunde
| Rang | Navn              | Land                           | 1  | 2  | 3  | 4  | 5  | Total | QS-off | Noter |
| ---- | ----------------- | ------------------------------ | -- | -- | -- | -- | -- | ----- | ------ | ----- |
| 1    | Andreas Löw       | Tyskland                       | 29 | 27 | 28 | 28 | 28 | 140   |        | Q     |
| 2    | James Willett     | Australien                     | 30 | 24 | 30 | 29 | 27 | 140   |        | Q     |
| 3    | Tim Kneale        | Storbritannien                 | 28 | 27 | 29 | 30 | 25 | 139   |        | Q     |
| 4    | Steven Scott      | Storbritannien                 | 28 | 25 | 27 | 29 | 29 | 138   |        | Q     |
| 5    | Marco Innocenti   | Italien                        | 28 | 28 | 30 | 26 | 24 | 136   |        | Q     |
| 6    | Fehaid Al-Deehani | Individuelle olympiske udøvere | 27 | 24 | 28 | 27 | 29 | 135   | +12    | Q     |
| 7    | Joshua Richmond   | USA                            | 27 | 27 | 23 | 29 | 29 | 135   | +11    |       |
| 8    | Hu Binyuan        | Kina                           | 26 | 23 | 28 | 29 | 29 | 135   | +7     |       |
| 9    | Khaled Al-Kaabi   | Forenede Arabiske Emirater     | 27 | 28 | 25 | 25 | 29 | 134   |        |       |
| 10   | Enrique Brol      | Guatemala                      | 25 | 25 | 27 | 28 | 28 | 133   |        |       |
| 11   | Vitaly Fokeev     | Rusland                        | 27 | 25 | 27 | 27 | 27 | 133   |        |       |
| 12   | Pan Qiang         | Kina                           | 28 | 28 | 29 | 24 | 24 | 133   |        |       |
| 13   | Vasily Mosin      | Rusland                        | 26 | 23 | 26 | 29 | 28 | 132   |        |       |
| 14   | Walton Eller      | USA                            | 24 | 27 | 26 | 26 | 28 | 131   |        |       |
| 15   | Ahmad Al-Afasi    | Individuelle olympiske udøvere | 24 | 26 | 27 | 26 | 25 | 128   |        |       |
| 16   | Antonino Barillà  | Italien                        | 25 | 25 | 25 | 27 | 23 | 125   |        |       |
| 17   | William Chetcuti  | Malta                          | 22 | 25 | 24 | 26 | 26 | 125   |        |       |
| 18   | Håkan Dahlby      | Sverige                        | 26 | 24 | 24 | 25 | 22 | 125   |        |       |
| 19   | Sean Nicholson    | Zimbabwe                       | 24 | 23 | 24 | 24 | 24 | 119   |        |       |
| 20   | Hebert Brol       | Guatemala                      | 22 | 24 | 21 | 26 | 24 | 116   |        |       |
| 21   | Mohamed Ramah     | Marokko                        | 23 | 18 | 28 | 22 | 24 | 115   |        |       |
| 22   | Paulo Reichardt   | Paraguay                       | 25 | 23 | 17 | 19 | 22 | 106   |        |       |

## Semifinale
| Rank | Athlete           | Country                        | Total | Shoot-off | Noter             |
| ---- | ----------------- | ------------------------------ | ----- | --------- | ----------------- |
| 1    | Fehaid Al-Deehani | Individuelle olympiske udøvere | 28    |           | Guldmedaljekamp   |
| 2    | Marco Innocenti   | Italien                        | 27    |           | Guldmedaljekamp   |
| 3    | Tim Kneale        | Storbritannien                 | 26    | +2        | Bronzemedaljekamp |
| 4    | Steven Scott      | Storbritannien                 | 26    | +2        | Bronzemedaljekamp |
| 5    | James Willett     | Australien                     | 26    | +1        |                   |
| 6    | Andreas Löw       | Tyskland                       | 25    |           |                   |

## Finale (medaljekampe)
| Rang | Navn              | Lnad                           | Total | Shoot-off | Noter |
| ---- | ----------------- | ------------------------------ | ----- | --------- | ----- |
| 1    | Fehaid Al-Deehani | Individuelle olympiske udøvere | 26    |           |       |
| 2    | Marco Innocenti   | Italien                        | 24    |           |       |
| 3    | Steven Scott      | Storbritannien                 | 30    |           |       |
| 4    | Tim Kneale        | Storbritannien                 | 28    |           |       |